# Reginald Boulos
Reginald Boulos (* 1956 in den Vereinigten Staaten) ist ein haitianischer Geschäftsmann, Arzt, Unternehmer und Politiker. Er war Präsident der Chambre de Commerce et d'Industrie d'Haïti (CCIH) (Industrie- und Handelskammer von Haiti) und Gründer der Partei MTV Ayiti.
Boulos wurde am 17. Juli 2025 in den Vereinigten Staaten wegen des Verdachts der Komplizenschaft mit kriminellen Banden in Haiti verhaftet.

## Leben
Boulos wurde 1956 in den Vereinigten Staaten geboren. Er ist Sohn von Carlos und Aimée (geb. Abraham) Boulos und das sechste Kind des Ehepaars. Seine Geschwister sind Frantz Boulos, Kathleen Boulos Weckering, Rudolph Boulos, Marie Boulos und Carlo Boulos.
Zusammen mit seinem Bruder Carlo schloss er 1981 ein Medizinstudium an der Medizinischen Hochschule von Port-au-Prince in Haiti ab. Anschließend setzte Boulos seine Studien fort und erwarb 1982 einen Master in öffentlichem Gesundheitswesen und Tropenmedizin an der Tulane University School of Public Health in New Orleans. Er forschte an der Johns Hopkins University und erwarb eine Zusatzqualifikation an der Sloan School of Management des MIT.

## Wirken

### Geschäftsleben
1996 gab Boulos seine ärztliche Tätigkeit auf, um eine neue Karriere in der Geschäftswelt zu beginnen. Während er die Investmentgruppe Boulos seiner Familie vertrat, wurde er Präsident der Intercontinental Bank (1996–1998) und handelte eine Fusion mit der Sogebank, einer der größten Banken Haitis, aus.
Im Jahr 2003 leitete Boulos die Umstrukturierung einer der ältesten Tageszeitungen Haitis, Le Nouveau Matin. Von 2000 bis 2010 gründete und entwickelte Boulos Delimart, eine Supermarktkette, Autoplaza, ein führendes Autohaus, und Megamart, einen Lebensmittel-Discounter für Mitglieder. in den 2010er Jahren organisierte er die Renovierung des symbolträchtigen Hotels El Rancho in Pétionville, das er in die NH Hotel Group führte.

### Politik
Im Jahr 2019 gründete Boulos, der sich gegen Präsident Jovenel Moïse stellte, eine eigene politische Bewegung. Die Mouvement pour la transformation et la valorisation d’Haïti (Bewegung für den Wandel und die Wiederbelebung Haitis; MTVAyiti), auch: Mouvement de la troisième voie oder Bewegung des dritten Wegs, fokussierte unter anderem die Themen Jugend, Frauenrechte, Bauern und Rolle der Diaspora. Boulos präsentierte die neue Formation als eine linke, humanistische, progressive und revolutionäre Partei, die sich für die Entwicklung einer demokratischen und pluralistischen Gesellschaft einsetzt.
Boulos bereitete sich vor, in der Präsidentschaftswahl 2021 gegen Moïse zu kandidieren. Nach dessen Ermordung und der angesichts der Krise in Haiti bestehenden faktischen Unmöglichkeit, die Wahl abzuhalten, zog sich Boulos im Juli 2022 aus der Spitze seiner politischen Plattform zurück und beendete sein politisches Engagement. Er wurde verdächtigt, an dem Mordkomplott  gegen Moïse beteiligt gewesen zu sein, was sich jedocjh als unzutreffend erwies.

## Verhaftung in den Vereinigten Staaten
Boulos besaß wegen seiner Geburt dort ursprünglich die Staatsbürgerschaft der Vereinigten Staaten. Als er sich entschloss, für die Präsidentschaft Haitis zu kandidieren, nahm er dessen Staatsangehörigkeit an und legte die amerikanische ab. Die Verfassung Haitis erlaubt keine doppelte Staatsbürgerschaft.
Am 17. Juli 2025 wurde Boulos von Beamten der Immigration and Customs Enforcement Behörde (ICE) in seinem Haus in Palm Beach wegen angeblicher Beteiligung an Viv Ansanm festgenommen, was laut ICE zur Destabilisierung Haitis beigetragen haben könnte. Viv Ansanm ist ein Zusammenschluss krimineller, gewälttätiger Banden.
ICE behauptete, dass die Anwesenheit von Boulos in den Vereinigten Staaten „potenzielle schwerwiegende negative außenpolitische Folgen für die Vereinigten Staaten haben könnte, was eine Grundlage für die Anklage wegen Ausweisbarkeit darstellt“. Darüber hinaus behauptete die ICE, Boulos habe in seinem Antrag auf eine dauerhafte Aufenthaltsgenehmigung für die Vereinigten Staaten verschwiegen, dass er von der haitianischen Einheit zur Bekämpfung der Korruption wegen möglichen Missbrauchs von Darlehen untersucht worden sei und dass er an der Gründung der MTVAyiti beteiligt gewesen sei. Die ICE warf Boulos Betrug vor und führte diese angeblichen Handlungen als Begründung für eine strafrechtliche Verfolgung an.
Neben der ICE wurde Boulos auch vom Diplomatic Security Service und dem Fraud Detection and National Security Directorate der US-Einwanderungsbehörde überwacht.